# Magic of Love
Magic of Love (Magic of Love?) è il ventitreesimo singolo del trio j-pop giapponese Perfume. È stato pubblicato il 22 maggio 2013 dall'etichetta Perfume Records e distribuito dalla major Universal Music in concomitanza con l'uscita del DVD Perfume WORLD TOUR 1st dedicato al primo tour mondiale del gruppo svoltosi in Asia.
Il singolo è stato stampato in due versioni: una special edition contenuta in un cofanetto di cartoncino con DVD extra, ed una normal edition in confezione jewel case con copertina diversa.

## Tracce
Tutti i brani sono testo e musica di Yasutaka Nakata.

Dopo il titolo è indicata fra parentesi "()" la grafia originale del titolo.
1. Magic of Love (Magic of Love?) - 3:42
2. Handy Man (Handy Man?) - 4:08
3. Magic of Love -Original Instrumental- (Magic of Love -Original Instrumental-?) - 3:42
4. Handy Man -Original Instrumental- (Handy Man -Original Instrumental-?) - 4:08

### DVD
1. Magic of Love (Magic of Love?); videoclip

## Formazione
- Nocchi - voce
- Kashiyuka - voce
- A~chan - voce